# ناحیه عمی موسی
دائرة عمی موسی (به عربی: دائرة عمی موسی) یک سکونتگاه مسکونی در الجزایر است که در استان غلیزان واقع شده‌است.